# Hans Hofmann (Admiral)
Hans Hofmann (* 10. Juli 1933 in Hamburg) ist ein ehemaliger deutscher Marineoffizier. Er war bis zu seiner Entlassung 1990  Vizeadmiral der Volksmarine.

## Leben
Der Sohn eines Arbeiters absolvierte nach der Schulausbildung eine Lehre als Technischer Zeichner und war von 1948 bis 1950 im Beruf tätig. Am 15. Oktober 1950 trat er als Anwärter und Kursant an der Seepolizeischule Parow in die Deutsche Volkspolizei (VP) der DDR ein. Nach einem zweijährigen Sonderlehrgang in der UdSSR diente er in der Volkspolizei See von 1954 bis 1956 als Offizier der Artillerie in Sassnitz und danach bis 1957 bei der Flottenbasis Ost, der späteren 1. Flottille. Nach seinem Eintritt in die SED 1957 absolvierte er zwischen 1958 und 1960 einen Militärattachélehrgang. Im Anschluss wurde er zunächst Stabschef der 2. Minenleger- und Räumabteilung der 4. Flottille. Zwischen 1963 und 1966 war er Offizierhörer an der Militärakademie der NVA "Friedrich Engels" in Dresden und schloss dieses Studium als Diplom-Staatswissenschaftler sowie Diplom-Militärwissenschaftler ab. Später folgte seine Promotion zum Dr. rer. mil. 1966 wurde er zunächst Stellvertretender Chef sowie Stabschef der 1. Flottille, ehe er am 1. September 1970 als Fregattenkapitän selbst Kommandeur der 1. Flottille in Peenemünde auf Usedom wurde. Am 4. November 1970 erfolgte seine Beförderung zum Kapitän zur See. Am 1. Dezember 1974 folgte ihm Kapitän zur See Werner Kotte als Kommandeur der 1. Flottille.
Er selbst wurde Stellvertretender Chef sowie Chef des Kommandos Rückwärtige Dienste der Volksmarine. Wenige Monate nach Übernahme dieser Dienststellung wurde er am 1. März 1975 zum Konteradmiral ernannt. Am 1. März 1986 erfolgte seine Beförderung zum Vizeadmiral.
Am 1. Januar 1990 wurde er als Nachfolger von Generalleutnant Manfred Grätz zum Stellvertretenden Minister für Nationale Verteidigung (MfNV) und Chef der Rückwärtigen Dienste ernannt. Am 18. April 1990 wurde er Chef für Sicherstellung im Ministerium für Abrüstung und Verteidigung (MfAV). Kurz vor der deutschen Wiedervereinigung wurde er am 30. September 1990 entlassen.
Für seine Verdienste innerhalb der NVA wurde er unter anderem mit dem Vaterländischen Verdienstorden in Silber und dem Scharnhorst-Orden ausgezeichnet.